# 2e étape du Tour de France 1904
Pour un article plus général, voir Tour de France 1904.
La 2e étape du Tour de France 1904 s'est déroulée les 9 juillet et 10 juillet 1904. Elle part de Lyon et arrive à Marseille pour une distance de 374 kilomètres. L'étape est remportée par le Français Hippolyte Aucouturier.

## Description
Parmi les 105 engagés au départ de la première étape, seuls 55 coureurs restent en course ; 500 francs sont attribués au vainqueur de l'étape.

### Parcours
Le départ est donné de Lyon et l'arrivée est jugé au vélodrome l'Archevêque à Marseille après un contrôle au café du Mûrier dans le quartier Saint-Antoine.
| Communes ou localité | Département      | km  | Remarque |
| -------------------- | ---------------- | --- | -------- |
| Lyon                 | Rhône            | 0   | Départ   |
| Rive-de-Gier         | Loire            | 35  |          |
| Saint-Étienne        | Loire            | 58  |          |
| Valence              | Drôme            | 143 |          |
| Montélimar           | Drôme            | 187 |          |
| Avignon              | Vaucluse         | 268 |          |
| Lambesc              | Bouches-du-Rhône | 321 |          |
| Aix-en-Provence      | Bouches-du-Rhône | 343 |          |
| Marseille            | Bouches-du-Rhône | 374 |          |

## Classement
Les dix premiers de l'étape sont :
| \| Classement de l'étape \| Classement de l'étape \| Classement de l'étape \| Classement de l'étape \| Classement de l'étape \| \| Coureur \| Coureur \| Pays \| Équipe \| Temps \| \| --------------------- \| ------------------------ \| --------------------- \| --------------------- \| --------------------- \| \| 1er \| Hippolyte Aucouturier \| France \| Peugeot \| DQ \| \| 2e \| César Garin \| Italie \| La Française \| DQ \| \| 3e \| Lucien Pothier \| France \| La Française \| DQ \| \| 4e \| Maurice Garin \| France \| La Française \| DQ \| \| 5e \| Alfred Faure \| France \| \| \| \| 6e \| Émile Lombard \| Belgique \| Bovy-Herstal \| \| \| 7e \| Henri Cornet \| France \| Cycles JC \| \| \| 8e \| Jean-Baptiste Dortignacq \| France \| Elvish \| \| \| 9e \| Stéphane Chaput \| France \| \| \| \| 10e \| Aloïs Catteau \| Belgique \| La Française \| \| |                          |          |              |       |
| |                          |          |              |       |
| |                          |          |              |       |
| Classement de l'étape |                          |          |              |       |
| Coureur | Coureur                  | Pays     | Équipe       | Temps |
| 1er | Hippolyte Aucouturier    | France   | Peugeot      | DQ    |
| 2e | César Garin              | Italie   | La Française | DQ    |
| 3e | Lucien Pothier           | France   | La Française | DQ    |
| 4e | Maurice Garin            | France   | La Française | DQ    |
| 5e | Alfred Faure             | France   |              |       |
| 6e | Émile Lombard            | Belgique | Bovy-Herstal |       |
| 7e | Henri Cornet             | France   | Cycles JC    |       |
| 8e | Jean-Baptiste Dortignacq | France   | Elvish       |       |
| 9e | Stéphane Chaput          | France   |              |       |
| 10e | Aloïs Catteau            | Belgique | La Française |       |